# Psilorhynchus rahmani
Psilorhynchus rahmani är en fiskart som beskrevs av Conway och Richard L. Mayden 2008. Psilorhynchus rahmani ingår i släktet Psilorhynchus och familjen Psilorhynchidae. IUCN kategoriserar arten globalt som otillräckligt studerad. Inga underarter finns listade i Catalogue of Life.